# Schmuckkerbe

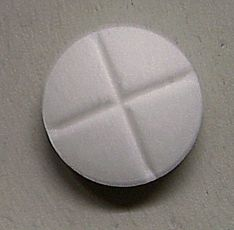
Tablette mit zwei kreuzförmig angeordneten Schmuckkerben

Eine Schmuckkerbe ist eine Einkerbung, die auf der Oberseite einer Tablette angebracht ist und neben einem ästhetischen Zweck auch zur Unterscheidung von Tabletten dient.

## Probleme bei der Medikation
Die Schmuckkerbe wird bei der Einnahme von Tabletten häufig mit einer so genannten Bruchkerbe verwechselt, d. h. mit einer Sollbruchstelle, die das manuelle Teilen zur Dosisanpassung erleichtern soll. Man spricht in diesem Fall von Bisect bei 2-facher, Trisect bei 3-facher und Quadrisect bei 4-facher Teilung.
Mangelhafte Erklärungen in der Packungsbeilage, aber auch unzureichende Informationen für Ärzte führen dazu, dass Patienten vom Vorhandensein einer Kerbe auf deren Funktion schließen und Tabletten überflüssigerweise teilen, was zu einer falschen Dosierung der Arzneistoffe – von der halben bis zur anderthalbfachen Menge – und damit zur Unwirksamkeit oder Unverträglichkeit führen kann.
Bei manchen Arzneimitteln, z. B. Filmtabletten, kann eine unsachgemäße Teilung dazu führen, dass Stoffe, die erst im Dünndarm aufgenommen (resorbiert) werden sollen, bereits zuvor durch die Magensäure zerstört werden; außerdem kann die Wirkung eines Retardüberzugs aufgehoben werden.